# Херрлих, Хайко
Ха́йко Хе́ррлих (нем. Heiko Herrlich; род. 3 декабря 1971, Мангейм) — немецкий футболист и тренер. Провёл 5 игр в составе национальной сборной, лучший бомбардир Бундеслиги в сезоне 1994/95.

## Карьера

### Клубная
Херрлих сыграл 258 матчей в немецкой Бундеслиге и забил в ней 76 голов за «Байер», «Боруссию» (Мёнхенгладбах) и «Боруссию» (Дортмунд). В составе дортмундской «Боруссии» он побеждал в чемпионате Германии в 1996 и 2002 годах, выиграл Лигу чемпионов и Межконтинентальный кубок в 1997 году. С мёнхенгладбахской «Боруссией» он выиграл Кубок Германии в 1995 году, также Кубок Германии он выигрывал в 1993 году в составе леверкузенского «Байера».
Осенью 2000 года у Херрлиха была обнаружена злокачественная опухоль мозга. Он успешно прошёл курс лечения с применением лучевой терапии и вернулся в Бундеслигу в 2001 году, но так и не смог заиграть на прежнем высоком уровне. Херрлих закончил свою профессиональную карьеру в 2004 году после череды травм.

### В сборной
В составе национальной сборной Хайко Херрлих дебютировал 29 марта 1995 года в матче со сборной Грузии. Всего он провёл 5 матчей за сборную и забил в них 1 гол.

### Тренерская
После окончания карьеры футболиста Херрлих тренировал молодёжную команду дортмундской «Боруссии», затем руководил юношескими сборными Германии до 17 и до 19 лет. В октябре 2009 года Херрлих получил назначение в «Бохуме», из которого в связи с плохими результатами он был уволен 29 апреля 2010 года.
В июне 2011 года Хайко возглавил «Унтерхахинг», откуда ушёл спустя год по личным причинам. Летом 2013 года Херрлих был назначен тренером юношеской команды «Бавария» до 17 лет, где он проработал два сезона.
20 декабря 2015 года Херрлих стал тренером «Яна» из Регенсбурга. В первый же сезон он вывел клуб в Третью лигу, а в сезоне 2016/17 — во Вторую Бундеслигу.
В июне 2017 года Херрлих возглавил леверкузенсий «Байер» с контрактом до 2019 года. 23 декабря 2018 года клуб расторг контракт с Херрлихом.
10 марта 2020 года возглавил «Аугсбург», который решил сменить тренера после неудач во второй половине сезона — команда смогла набрать в 9 матчах всего лишь 4 очка и опустилась до 14 места в таблице.

## Достижения

### Клубные
- Обладатель Кубка Германии (2): 1993, 1995
- Чемпион Германии (2): 1996, 2002
- Победитель Лиги чемпионов (1): 1997
- Победитель Межконтинентального кубка (1): 1997
- Финалист Кубка УЕФА (1): 2002

### Личные
- Лучший бомбардир Бундеслиги (1): 1995

### Тренерские
- Бронза юношеского чемпионата мира (1): 2007